# 神田辰之助
神田 辰之助（かんだ たつのすけ、1893年2月22日 - 1943年9月6日）は、将棋棋士。贈九段。兵庫県武庫郡本庄村字深江（現・神戸市）出身。将棋棋士の神田鎮雄は子（次男）。

## 経歴
神田茂太郎の三男として生まれる。5歳の時に将棋の指し手であった父と死別し、青物商の伯父の家に身を寄せる。伯父の家業を手伝ったが、街角で将棋の対戦を見かけると、荷車をほっぽり出して観戦に夢中になることもあったという。一時期、将棋以上に浪花節に熱中し、一座に加わって旅廻りをしたこともあったというが、17歳の頃から将棋に打ち込み始め、目に映るものはすべて将棋の駒の形に見えるほど虜になっていった。
1915年、23歳の時、養家を飛び出して大阪の伶人町に住む坂田三吉のもとに身を寄せた。その時点で三段の実力があったという。大阪朝日の棋戦に出場し連勝したため、2年後には四段に昇り、その数ヵ月後には五段になった。しかし、1918年、26歳の時に棋士を断念して養家に帰ることになる。その後は郵便配達夫の仕事をした。
1922年、母を亡くした30歳の時に親族や同僚の反対を振り切って、大阪伏見町の木見金治郎に身を寄せる。1923年、32歳で六段となる。全六段トーナメント優勝戦に出場して二位となり、人気棋士の座を確保した。1926年、木見のもとを去って坂田の「関西将棋研究会」に走る。この頃から大阪朝日に次代の関西を担う棋士として注目されるようになる。1928年8月、七段となる。
1933年、大阪朝日は9月5日付で坂田の嘱託を解除し、9月11日に新たに神田を盟主とする「十一日会」を組織する。1934年7月、大阪朝日は「神田対オール七段戦」を催すが、神田は3勝4敗の成績に終わる。翌1935年6月から、大阪朝日は「神田対全七、八段戦」を催す。神田は10勝4敗（採点92点8分強）の好成績を挙げる。東京の将棋連盟との間で90点以上をおさめれば八段昇進を認めるとする黙約があったが、東京側は神田が七段相手には3勝4敗と負け越していることを理由に神田の昇段に反対した。このことがこじれ、東京の将棋連盟内部で幹部不信が強まり、神田支援の動きがあらわれることになる。
初の実力制名人を決める全八段の特別リーグ（第1期名人戦）が始まった1935年の11月21日、神田は自身の参加権（八段昇段）を巡って、それを是として連盟から脱退した花田長太郎、金子金五郎の両八段らとともに赤坂山王の山の茶屋において「革新協会」を設立し、将棋界が分裂することになる（神田事件）。神田らは「棋界革新」を標榜したが、実質的には名人戦をめぐる大阪朝日と毎日新聞との代理戦争であったともいわれる。その後、1936年6月29日に和解が成立し、将棋大成会が新たに成立し将棋界の分裂は解消され、神田の昇段は追認され、第1期名人戦に参加を許された。その後、神田は将棋大成会の大阪支部長になっている。
1942年の第3期名人戦で挑戦者となるが、既に神田の体は病魔に蝕まれていた。同年7月11日から8月24日にかけて木村義雄名人と戦うが、4連敗を喫す。その後は病気療養のため公式戦に出ることはなかった。
1943年9月6日に死去。51歳であった。
1964年11月3日、日本将棋連盟が「文化の日」に合わせて、大崎熊雄とともに九段を追贈。

## 人物
人物については親分肌であったとも、利己主義者であったともいわれるが、将棋についての情熱ぶりは誰もが認めており、「闘将」との評がある（木村義雄による）。
勝負事に強く、藤沢桓夫の「大阪の将棋指し」（『小説棋士銘々伝』（講談社）に収録）には、「撞球は甘くない50。麻雀が強く、ルード・ゲームが強く、どんな種類の花札も強かった」と描写されている。

## 弟子

### 棋士
| 名前       | 四段昇段日   | 段位、主な活躍                                |
| ---------- | ------------ | --------------------------------------------- |
| 畝美与吉   | 1932年       | 七段                                          |
| 松田辰雄   | 1935年       | 八段、A級在籍5期                              |
| 野村慶虎   | 1936年       | 七段                                          |
| 岡崎史明   | 1938年1月1日 | 八段                                          |
| 野口忠雄   | 1943年1月    | 四段、1945年5月に第二次世界大戦の沖縄戦で戦死 |
| 北村秀治郎 | 1944年1月1日 | 八段                                          |
| 松浦卓造   | 1944年       | 八段、A級在籍3期                              |
| 灘蓮照     | 1947年       | 九段、一般棋戦優勝6回、A級在籍17期            |

日本将棋連盟に所属した物故棋士とは紹介されないものの連盟の棋士系統図においては祖の一人となっている。
西日本出身の棋士を数多く育て上げた。以降の世代は数が減るものの、タイトル経験者の桐山清澄や、その弟子でやはりタイトル経験者の豊島将之がいる。
また、神田の次男の鎮雄も灘の弟子としてプロ棋士となっており、孫弟子にあたる。

## 著書
- 『昇段熱血棋集』（1938年、朝日新聞社）
- 『将棋力戦法』（1941年、博文館）